# It's a Wonderful Knife
It's a Wonderful Knife és una pel·lícula de comèdia slasher estatunidenca del 2023 dirigida per Tyler MacIntyre i escrita per Michael Kennedy. És protagonitzada per Jane Widdop, Jess McLeod, Joel McHale, Katharine Isabelle, William B. Davis i Justin Long. És una versió de la pel·lícula nadalenca de 1946 Que bonic que és viure; tanmateix, en comptes que el personatge principal reconegui les seves bones accions anteriors, el personatge Winnie descobreix quantes morts ha evitat al seu poble. S'ha doblat i subtitulat al català.
La pel·lícula va ser distribuïda per RLJE Films el 10 de novembre de 2023, i es va llançar en estríming a Shudder l'1 de desembre de 2023. Va rebre crítiques en diversos sentits.
El rodatge principal va tenir lloc a Vancouver del 20 de març al 14 d'abril de 2023.